# Bernadotte & Kylberg
Bernadotte & Kylberg AB är ett företag för industri- och produktdesignverksamhet som bedriver formgivning av konfektion, keramik- och glasprodukter, hushålls- och prydnadsföremål, grafisk formgivning, fotografering samt därmed förenlig verksamhet. Företaget grundades 2012 och medarbetare är prins Carl Philip och Oscar Kylberg.
Deras första gemensamma projekt var den stilrena serien med skålrikar för anrika Gustavsbergs porslinsfabrik, kallad ”Svenska djur". För det svenska varumärket A-One har Bernadotte & Kylberg designat flera kollektioner av tunnare dunjackor. I ett välgörenhetsprojekt för Childhood designade Bernadotte & Kylberg mattan ”Middle of Nowhere” för Vandra Rugs av utrangerade sidenfallskärmar. Ur det mönstret föddes idén till en kollektion för varuhuskedjan Åhléns. Samarbetet består av hemtextilier såsom mattor, plädar, kuddfodral, handdukar, överkast och bäddset. I februari 2015 presenterades duons samarbete med det danska designföretaget Stelton, Bernadotte & Kylbergs första internationella uppdrag. Kollektionen Stockholm består av en serie skålar och vaser, gjorda i aluminium och emalj och med inspiration från havet. Skålarna och vaserna i Stockholm Aquatic-kollektionen formgivna för Stelton belönades med utmärkelsen ”high quality design” av prestigefyllda Red Dot Award 2015.
Oscar Kylberg och prins Carl Philip har båda studerat grafisk design vid Forsbergs skola. Prins Carl Philip har studerat design vid Rhode Island School of Design i USA där han också vann en designtävling – under pseudonym. Oscar Kylberg har arbetat med design och varumärken i flera internationella och nationella sammanhang samt som Creative Director.